# James MacDonough
James MacDonough es un bajista profesional que ha militado en bandas como Iced Earth o Megadeth, nacido el 3 de abril de 1970 en Jacksonville, Florida, Estados Unidos. MacDonough formó parte de Iced Earth desde 1996 hasta 2000, regresando después de un año (2001) para acabar marchándose de nuevo en 2004. En ese momento, Dave Mustaine se interesa por sus servicios y le hace una oferta que MacDonough acepta, pasando a ser el bajista oficial de la banda, con la que está durante dos años de intensa gira del disco The System Has Failed.
El 10 de febrero de 2006, James anuncia en la página oficial de la banda que dejaba el grupo, hecho ratificado por Mustaine un día después incluyendo su deseo de permanecer como amigos.
El 25 de abril del mismo año, MacDonough pasa a formar parte de la formación de Nevermore, una de las bandas que más le han influenciado como admitió en su biografía posteada en la página web de Megadeth. 
El 25 de julio de 2007, se anuncia que MacDonough reemplazaría a Byron Stroud en Strapping Your Loung al final del Ozzfest de ese año.
- Datos: Q1146361
- Multimedia: James McDonough / Q1146361